# Volkswagen Karmann Ghia

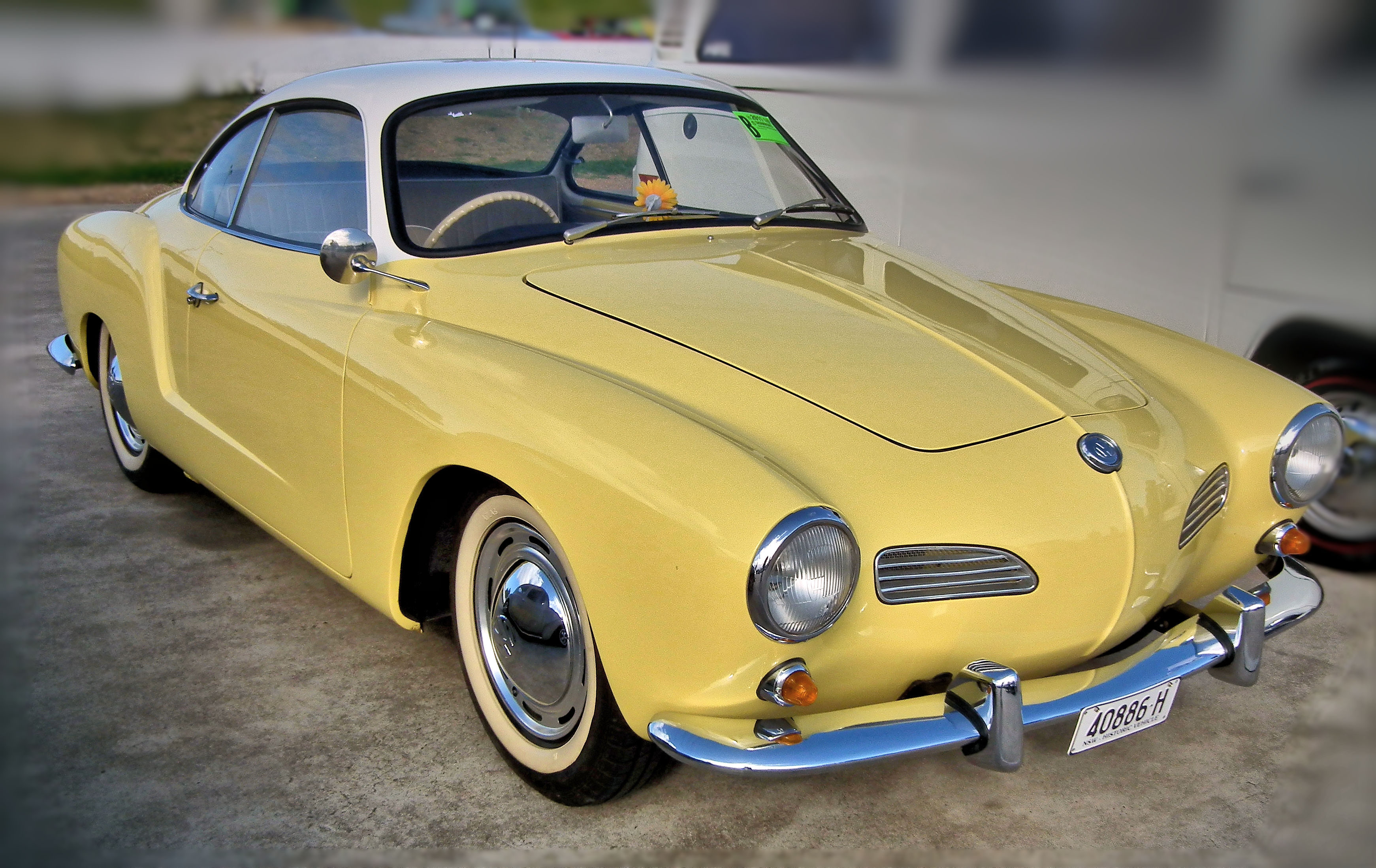
Volkswagen Karmann Ghia typ 14 (1962).

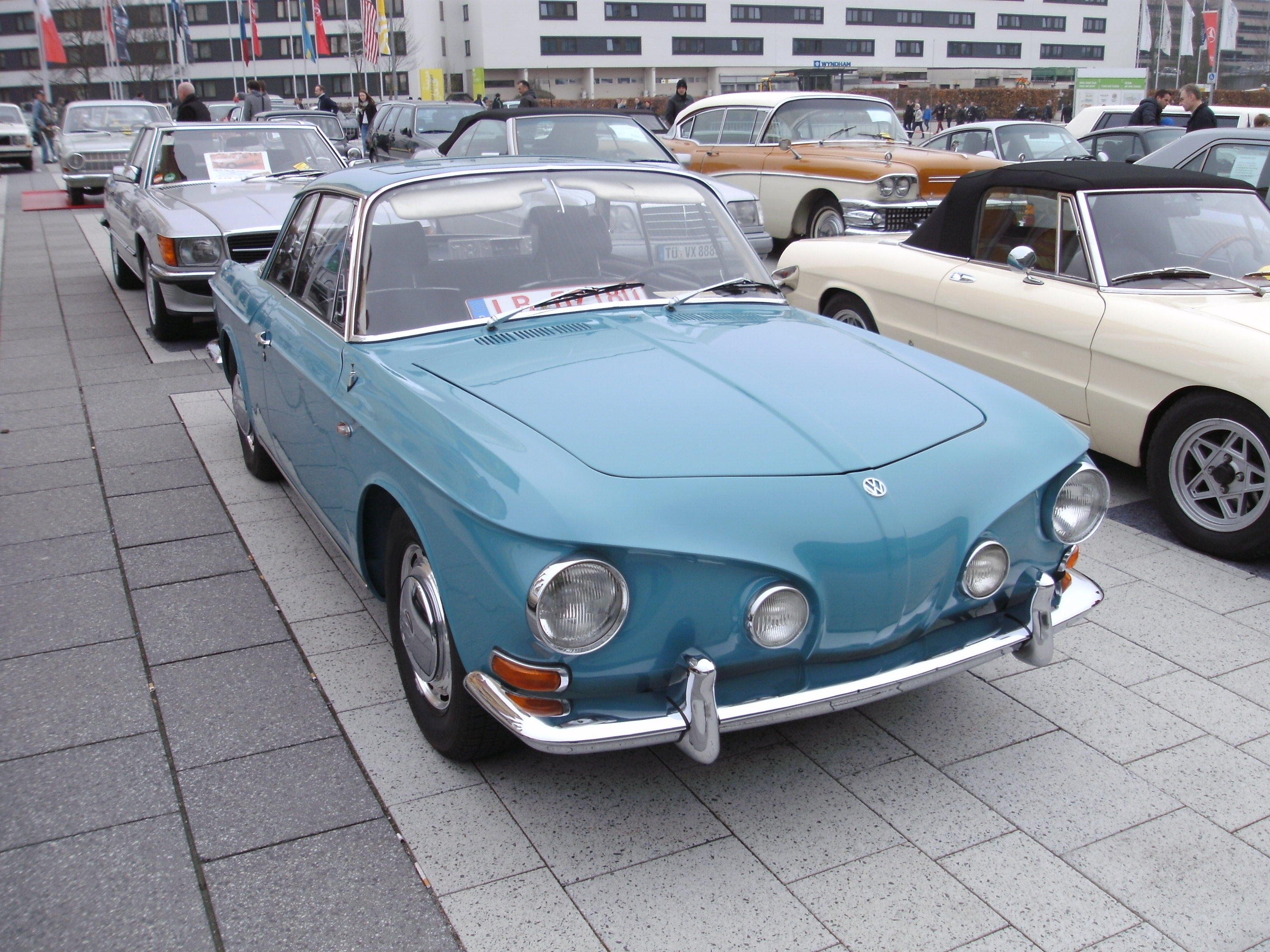
Volkswagen Karmann Ghia typ 34 (1967).

Volkswagen Karmann Ghia var en sportbilsliknande bilmodell från Volkswagen, lanserad 1955. Bilen tillverkades i två modellserier, typ 14 baserad på bottenplattan från typ 1, och typ 34 baserad på bottenplattan från typ 3, VW 1500/1600.
Typ 14 producerades från 1955 till 1974. Från 1957 tillverkades den även som cabriolet. Designen formgavs av Luigi Segre på italienska designföretaget Ghia och bilen byggdes av Karmann i Osnabrück. Många myter florerar om vilka som var involverade i arbetet med bilens design. Namn som ofta nämns är Chrysler och Virgil Exner men alla involverade är i dag avlidna, så något riktigt svar på frågan verkar inte gå att få. Vad man vet är att Mario Boano, hans son Gian Paolo Boano och Sergio Coggiola från Ghia arbetade med designen. Karmann Ghia var VW:s första modell med blinkers. 
Typ 34 producerades från mars 1962 till juli 1969. 
Båda modellerna var tvåsitsiga med nöd-/barnsäte eller bagage. På Typ 34 kunde man få elektrisk sollucka som tillval, då mycket ovanligt i Sverige. 
Från 1970 tillverkades det en Ghia-modell TC 145 hos Karmann Ghia do Brasil, för den sydamerikanska marknaden.

## Produktionstid
- Typ 14 – 1955–1974
- Typ 34 – 1962–1969